# Тульвинг, Эндель
Эндель Тульвинг (эст. Endel Tulving, 26 мая 1927, Печоры — 11 сентября 2023, Миссиссога, Онтарио) — канадский когнитивный психолог эстонского происхождения, исследовавший проблемы памяти; выделил два основных вида памяти: эпизодическую и семантическую.

## Биография
Эндель Тульвинг родился в Эстонии 26 мая 1927 года. При наступлении советских войск на Эстонию в 1944 году, семья Тульвингов бежала в Германию. В этот период своей жизни он понял, что его интересует психология. После окончания обучения в школе он работал переводчиком на американскую армию, обучал немецкому языку детей-сирот, пробовал поступать в медицинскую школу.
Иммигрировал в Канаду в 1949 году. Затем поступил на факультет психологии в Университет Торонто. Получил степени бакалавра и магистра в Университете Торонто, защитил докторскую диссертацию о зрительном восприятии в Гарварде.

## Награды и признание
- Профессор Университета Торонто[6]
- Приглашенный профессор в Университете Вашингтона в Сен Луисе[7]
- С 1979 года — член Королевского общества Канады[8]
- В 1988 году был избран иностранным членом Национальной академии наук США[9]
- В 1992 году избран членом Лондонского королевского общества[10]
- Член Шведской королевской академии наук[11]
- Орден Белой звезды II класса (8 февраля 2000 года, Эстония)[12]
- В 2005 году стал лауреатом Международной премии Гайрднера
- В 2007 году введён в Канадский медицинский зал славы[англ.][13]
- В 2009 году стал лауреатом Pasteur-Weizmann/Servier International Prize[нем.]

## Вклад в науку
Одним из известных открытий Тульвинга в области когнитивной психологии является теория о разделении памяти на семантическую и эпизодическую. Также он выделял два вида знаний: процедурное знание и знание пропозициональное. Под процедурным знанием он понимал знания, для реализации которых требуются определённые навыки. Например, это может быть езда на велосипеде, катание на лыжах. К пропозициональному знанию он относит основные знания о мире. Например, знания физических законов. К пропозициональному знанию относится семантическая память и эпизодическая память. Он предположил, что в семантической памяти хранятся общие знания об объектах, событиях, т. н. «общие знания», никак не привязанные к чему-то конкретному. В эпизодической памяти хранятся знания о личном опыте субъекта.

## Публикации
У Тульвинга насчитывается около 200 опубликованных научных статей. В рейтинге журнала Review of General Psychology Тульвинг занимает 36-е место среди самых цитируемых психологов XX века.